# Œufs à la neige
Pour les articles homonymes, voir Œuf et Île flottante (homonymie).
Les œufs à la neige ou îles flottantes sont un entremets ou dessert de la cuisine française, composé de blancs d'œufs sucrés, fouettés, pochés ou cuits au lait au bain-marie, généralement nappés de caramel, et servis sur une crème anglaise.

## Historique

### Les œufs à la neige

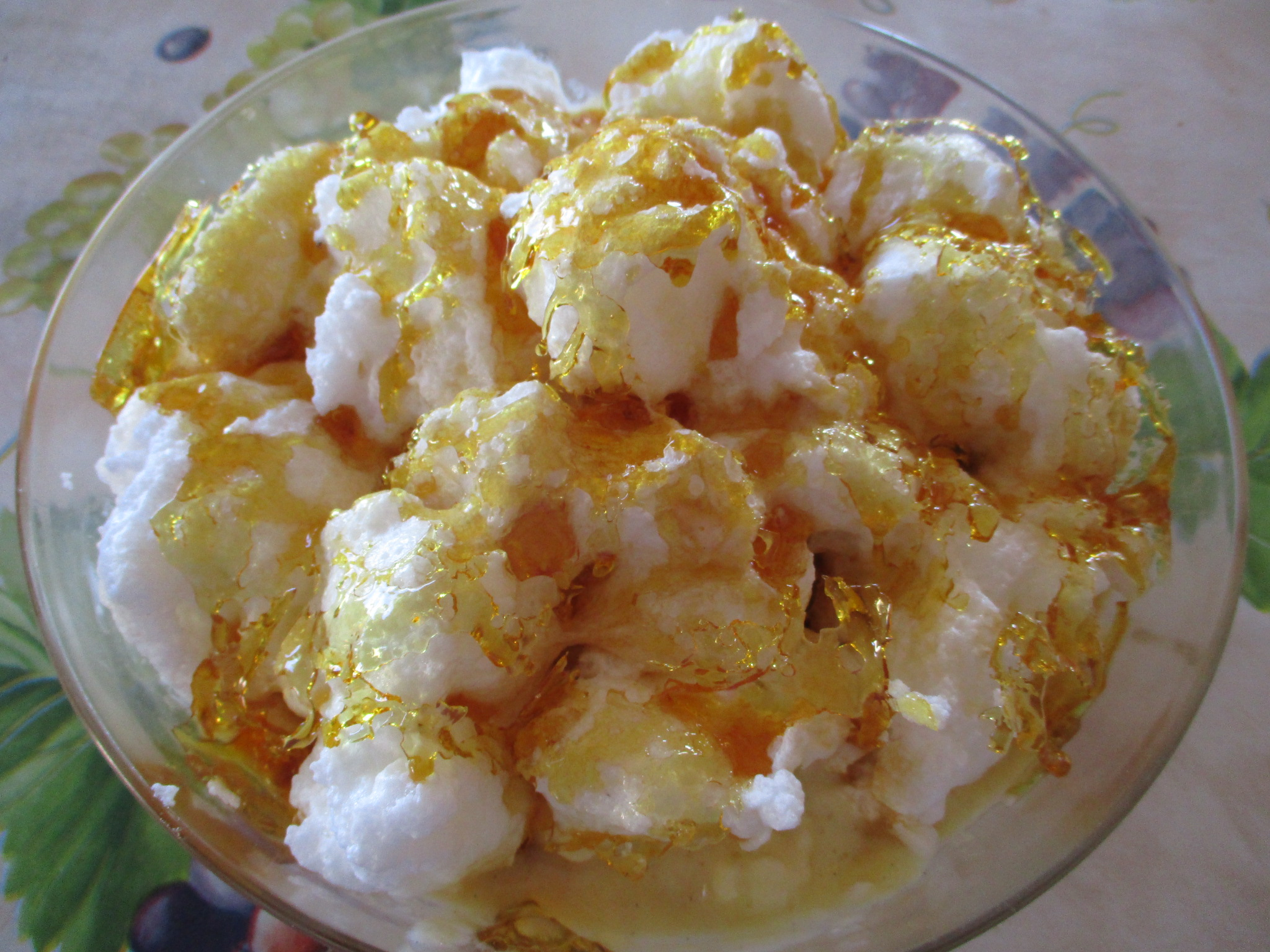
Œufs à la neige et caramel.

L'expression « œufs à la neige » est longtemps utilisée comme synonyme de « œufs en neige », donc pour désigner des blancs d'œufs battus en neige. En 1798, elle apparaît dans cette acception dans le Dictionnaire de l'Académie française, à l'entrée « Neige » : « On appelle Œufs à la neige des œufs battus de manière que la mousse ressemble à la neige. »
Au milieu du XVIIe siècle, on trouve sous l'expression « œufs à la neige » des préparations dans lesquelles les jaunes sont mélangés dans un plat à du beurre et du sel, puis mis sur le feu, tandis que les blancs sont fouettés à part, puis ajoutés dans le plat et sucrés avant d'être servis.
Dans la première édition de son Cuisinier impérial, en 1806, le chef André Viard fait figurer une recette d'œufs à la neige, tels qu'on les prépare désormais : « Vous casserez dix œufs ; vous séparerez les blancs 
et les jaunes ; vous fouetterez les blancs comme pour 
du biscuit ; quand ils seront bien pris, vous y joindrez deux cuillerées de sucre en poudre, et un peu de poudre de fleur d'orange : versez une pinte de lait dans une casserole, six onces de sucre, un peu de fleur d'orange ou autre odeur : quand votre lait bouillira, vous prendrez plein une cuillère à bouche de blanc ; vous le mettrez dans votre lait ; vous faites pocher les blancs ; laissez-les égoutter sur un tamis : quand ils sont tous pochés, vous ôtez la moitié du lait, ou seulement le quart ; vous délayez les jaunes, et vous les mettez dans le lait ; vous le remuez avec une cuillère de bois ; dès que vous voyez qu'ils se lient, vous retirez du feu ce mélange, et vous le passez à l'étamine dans une autre casserole ; vous dressez après les œufs sur le plat et vous les masquez avec votre sauce. »

### L'île flottante

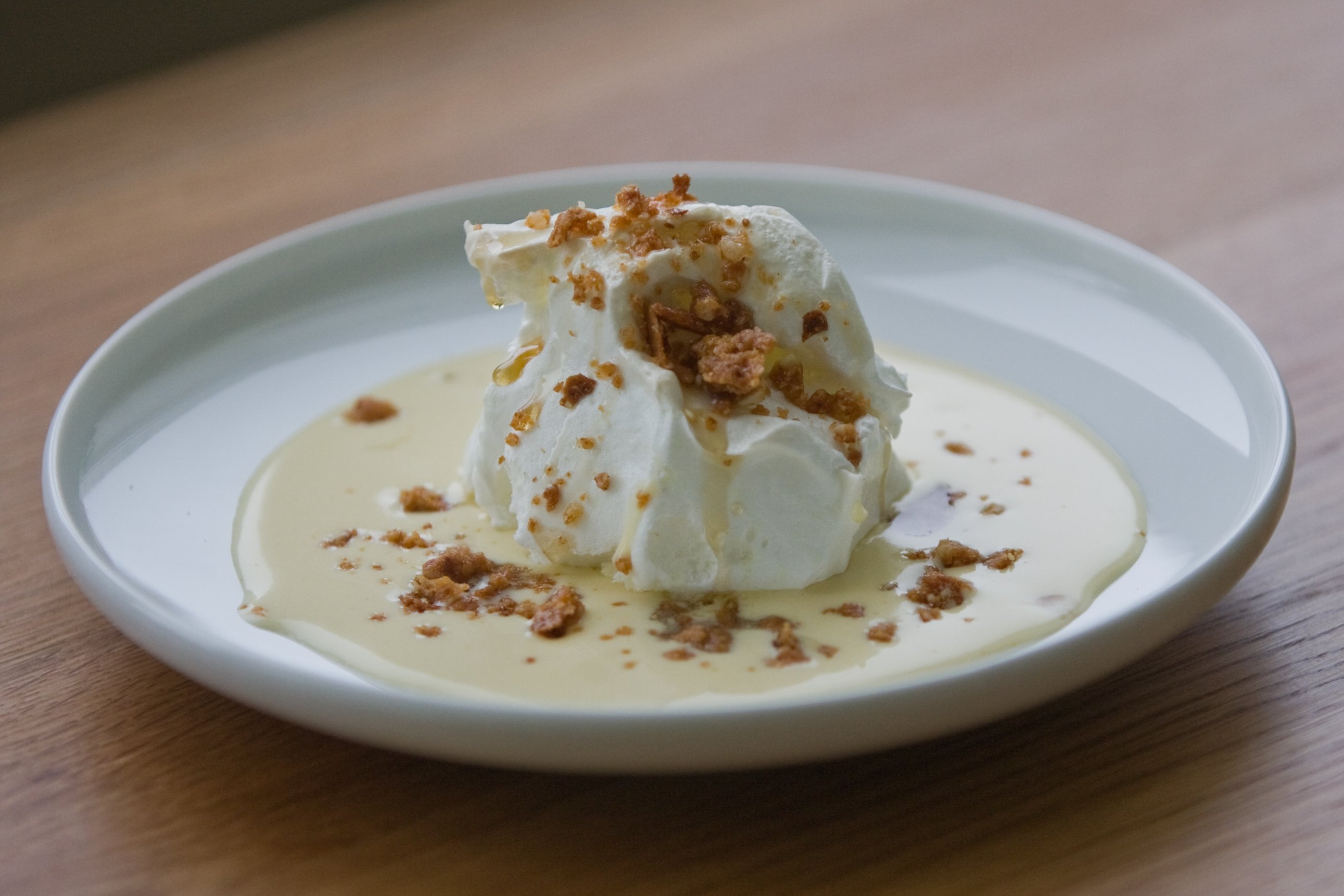
Des œufs à la neige recouverts de sirop d'érable et de pralines.

Selon le Trésor de la langue française, en art culinaire une île flottante est « un entremets sucré composé de meringue ou de biscuit flottant sur une crème ».
Au XIXe siècle et au XXe siècle, l'expression îles flottantes peut designer d'autres desserts, dont le point commun est d'être constitués d'une préparation solide posée sur un lit de crème ou de gelée.
En 1886, dans le journal Gil Blas, la recette d'un entremets appelé « île flottante » est détaillée dans une rubrique culinaire signée Vatel cadet : il s'agit de pommes cuites réduites en purée, sucrées, incorporées à des blancs d'œufs battus parfumé à l'eau de rose ou de fleur d'oranger. La mousse obtenue est dressée sur une gelée ou une crème renversée. Dans les années 1890, plusieurs sources présentent cette même recette,, parfois comme étant celle d'un entremets anglais.

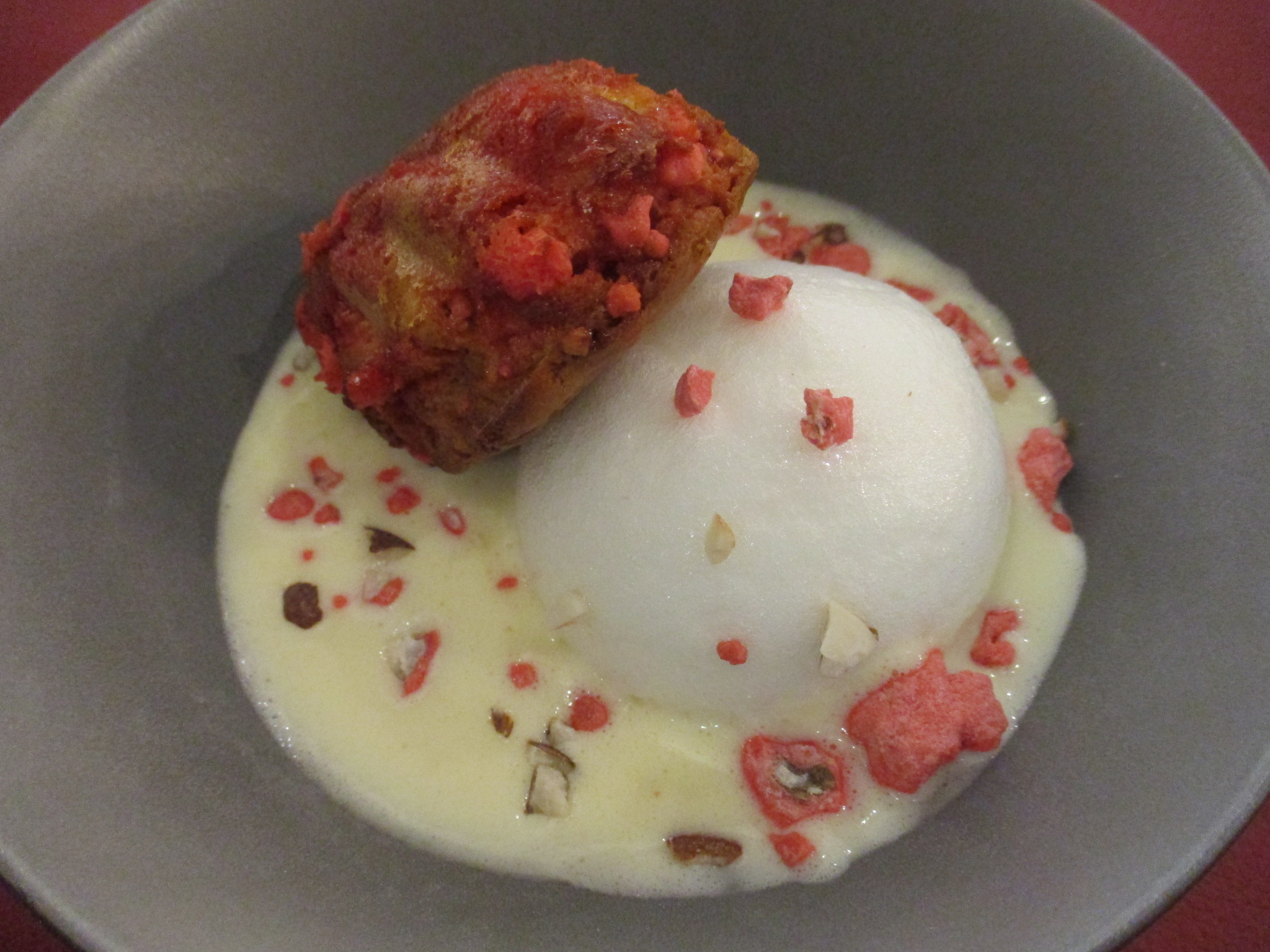
Avec madeleine et pralines roses.

S'agissant des œufs à la neige, on trouve l'expression mentionnée en 1890. Dans un ouvrage intitulé Ma cuisine, une certaine Madame Lebrasseur propose de « rajeunir ce plat un peu "vieux style" » en mettant les « blancs battus dans un moule caramélé. Ils y cuisent sept ou huit minutes au bain-marie, et l'on verse cette île flottante sur la crème à la vanille contenue dans la jatte ou dans le compotier. »
En 1903, Auguste Escoffier publie dans son Guide culinaire une recette d'une « île flottante » très différente, précédée de la mention « cuis[ine] angl[aise] : « biscuit de Savoie rassis détaillé en tranches minces, imbibées de kirsch et marasquin, puis masquées de confiture d'abricots, et parsemées de raisins de Corinthe et d'amandes hachées. Rapporter les tranches pour reformer le biscuit, et masquer celui-ci tout autour de crème fouettée sucrée vanillée. Semer la surface de la crème de pistaches effilées et de grains de Corinthe ; dresser sur compotier et entourer de crème anglaise vanillée ou de sirop de framboises. » L'entremets se consomme froid.

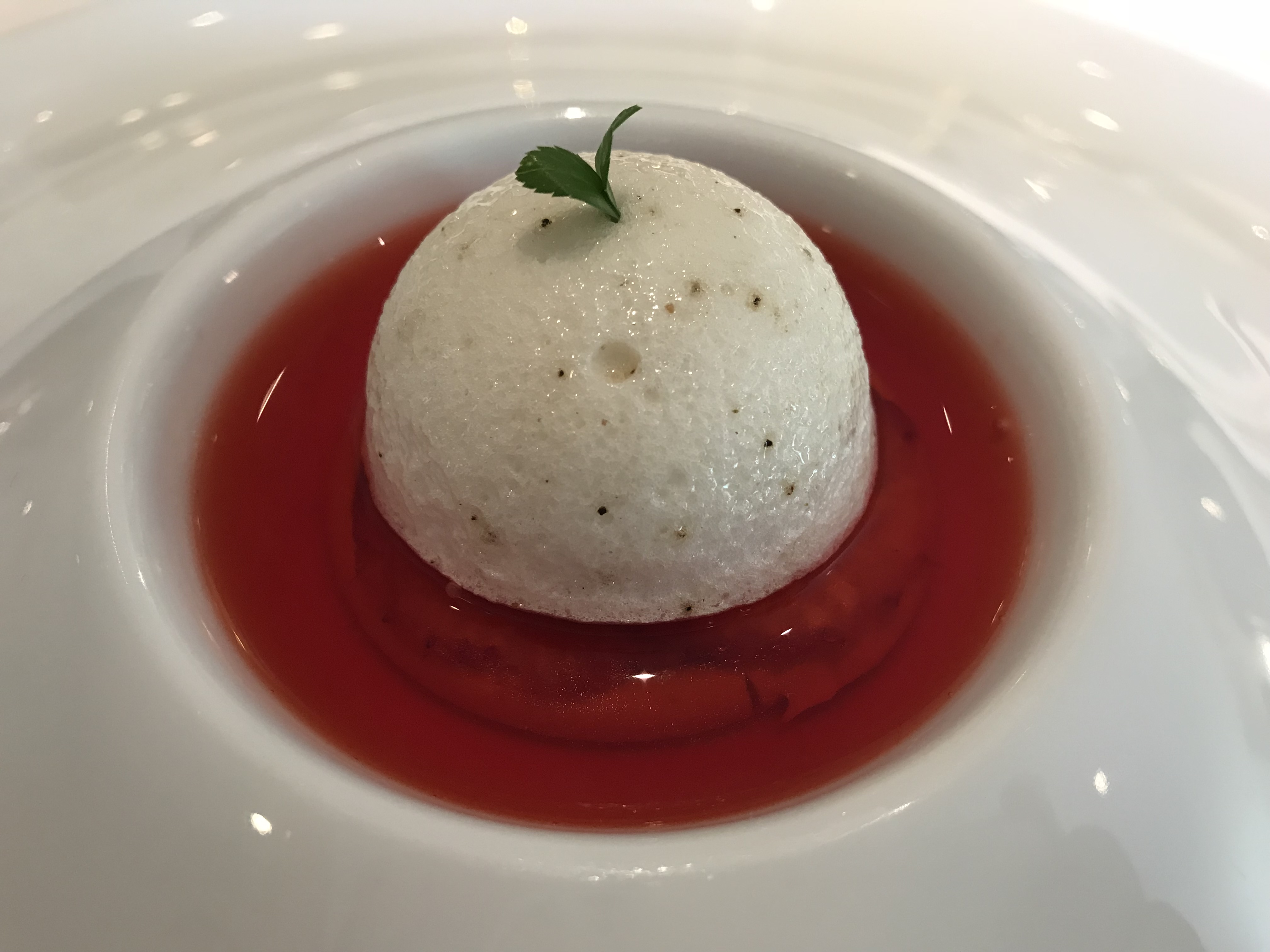
Œuf à la neige sur soupe de fraises.

## Présentation
Les deux éléments de ce dessert, la crème anglaise et les blancs en neige, sont préparés séparément et servis ensemble.

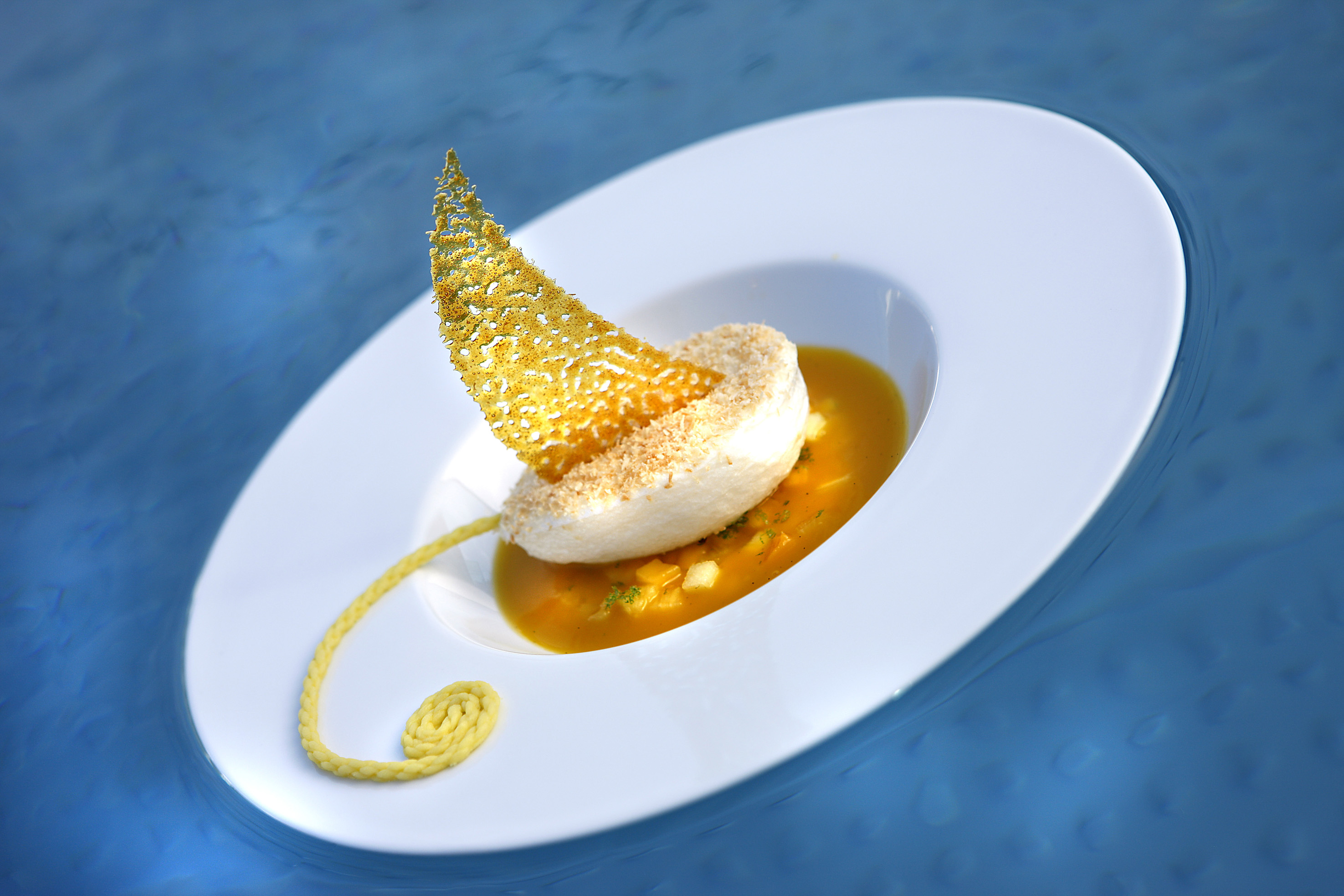
Œuf à la neige moulé, sur coulis de fruits.

La crème anglaise est classique : sucrée et vanillée. Les blancs d'œufs sont montés en neige ferme puis plongés par morceaux quelques minutes dans du lait frémissant sucré parfumé à la vanille pour être cuits. Cette cuisson des œufs constitue une étape délicate de la préparation de ce dessert.
Pour le service, les morceaux de blancs sont déposés sur la crème et légèrement nappés de caramel liquide, le décor pouvant être agrémenté d'amandes grillées et effilées, de pralin haché, de pralines roses écrasées ou de zeste de citron en fine julienne (variante moulée de la Dame blanche du Poitou). Légers, ils flottent en surface sur la crème. Ils se dégustent à la cuillère en fin de repas.

## Consommation
Dessert classique et courant de la cuisine française, les œufs à la neige sont l'un des desserts fréquents dans les restaurants.

## Astuce
Traditionnellement, les blancs d'œufs sont pochés dans le lait. Cette opération peut également être effectuée à l'aide d'un four à micro-ondes.